# Amos Kloner

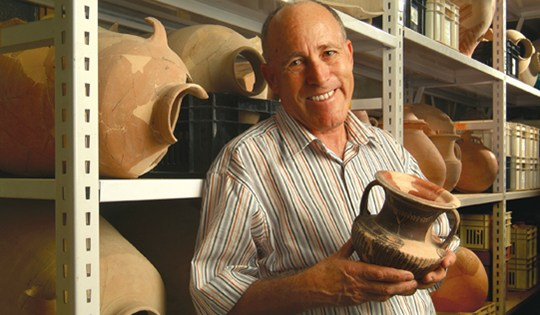
Amos Kloner

Amos Kloner (26 de fevereiro de 1940 a 16 de março de 2019) foi um arqueólogo israelense e professor emérito.

## Carreira acadêmica
Amos Kloner ensinou no Departamento de Estudos Martin Szusz da Terra de Israel na Universidade Bar Ilan, em Ramat Gan. Seus campos eram arqueologia helenística, romana e bizantina.

## Carreira em arqueologia
Kloner liderou a escavação da tumba de Talpiot pela Autoridade de Antiguidades de Israel em 1980. Nos anos 90, ele fazia parte da equipe que escavou o local bizantino de Beit Guvrin.

## Trabalhos publicados (inglês)
- Amos Kloner; Agudah le-seḳer arkheʼologi shel Yiśraʼel (2003). Survey of Jerusalem: the northwestern sector, introduction and indices. Israel Antiquities Authority. [S.l.: s.n.] ISBN 978-965-406-080-6
- Amos Kloner; Donald T. Ariel (2003). Maresha Excavations Final Report: Subterranean complexes 21, 44, 70. Israel Antiquities Authority. [S.l.: s.n.] ISBN 978-965-406-150-6
- Adi Erlich; Amos Kloner (31 de março de 2010). Maresha Excavations Final Report II: Hellenistic Terracotta Figurines from the 1989-1996 Seasons. Israel Antiquities Authority. [S.l.: s.n.] ISBN 978-965-406-212-1
- Amos Kloner; Adi Erlich (2008). Maresha Excavations Final Report: Hellenistic terracotta figurines from the 1989-1996 seasons. Israel Antiquities Authority. [S.l.: s.n.] ISBN 978-965-406-201-5
- Amos Kloner; Boaz Zissu (2007). The Necropolis of Jerusalem in the Second Temple period. Peeters. [S.l.: s.n.] ISBN 978-90-429-1792-7
- Gideon Avni; Uzi Dahari; Amos Kloner (2008). The necropolis of Bet Guvrin-Eleutheropolis. Israel Antiquities Authority. [S.l.: s.n.] ISBN 978-965-406-214-5